# Reklamen Blat
Reklamen Blat – częstochowskie czasopismo społeczno-reklamowe mniejszości żydowskiej, ukazujące się od 6 grudnia 1912 roku do 1913 roku. Redagowane przez E.Chrobolewskiego, Herszele Fajwlowicza, Mosze Cieszyńskiego. Reklamen Blat był pierwszym czasopismem częstochowskich Żydów w jidysz.